# Young All-Stars
The Young All-Stars Fue un equipo de superhéroes de DC Comics. Fueron creados por Roy Thomas, Dann Thomas y Michael Bair, y debutaron en Young All-Stars # 1, en junio de 1987.

## Biografía
El Young All-Stars, fue una serie regular de la Edad de Oro de DC Comics, relacionada con una temática de las series del All-Star Squadron, que también escribió Roy Thomas. La intención era contar una serie que vendría después de la de los acontecimientos de la crisis en Tierras infinitas, que obligó a reescribir Superman, Wonder Woman y Batman de la serie original, "la historia con base a sus versiones de la II Guerra Mundial, ya que esta ya no existían. Los personajes de hierro Munro, Fury, y Flying Fox, se pretende esencialmente sustituir a estos héroes para su nueva continuidad. La nueva serie no era tan popular como la primera serie y fue cancelada después de treinta y un números regulares y uno anual.

### Historia del Grupo
En la realización de una misión para el All-Star Squadron, los superhéroes TNT (Comic) y Dan the Dyna-Mite son emboscados por los miembros del Axis America. Durante la batalla, es asesinado TNT (Comic). Dan the Dyna-Mite, que apenas sobrevive, es ayudado por Arn Munro, un joven que posee las capacidades físicas sobrehumanas. Iron Munro, Fury (Helena Kosmatos), Flying Fox, y Dan ayudar a defenderse de un ataque contra la sede de América del Eje Squadron. Los cuatro jóvenes héroes se encuentran con Neptuno Perkins y el tsunami cuando se dirigía a la costa oeste para localizar a Axis America. Más tarde se reúnen y reclutar a la tigresa.
Después de derrotar a las fuerzas del Axis America, los cinco jóvenes héroes son invitados a unirse a la All-Star Squadron en un período de prueba. Luchan contra extranjeros del Eje y amenazas locales. También se reúnen con un grupo más antiguo de metahumans recogidos por los países aliados, conocidos como Los aliados joven cuyos miembros proceden de Rusia, China, Francia e Inglaterra. The All-Stars joven se disolvió después de ser absorbidos por el All-Star Squadron.

### Miembros
- Dan the Dyna-Mite - El excompañero de TNT con poderes explosivos.
- Flying Fox - Native héroe americano desde Canadá.
- Fury I - Helena Kosmatos es una heroína Amazonas facultada por las Furias antigua.
- Hierro Munro - Arn Munro es la no canónica hijo de Hugo Danner, el protagonista de la novela de 1930 de Philip Wylie Gladiator.
- Neptuno Perkins - Waterbreathing héroe de la Segunda Guerra Mundial que más tarde iría a casarse con el tsunami, y convertirse en un Senador de los EE. UU.
- Tigress - Paula Brooks era un ladrón se volvió héroe. En el post-Segunda Guerra Mundial, se convertiría en la Cazadora villano.
- Tsunami - Waterbreathing y poderes de control de agua. Un "kibei" japonés-americano, o por lo que se describe a sí misma.